# Хельд, Фердинанд
Фердинанд Хельд (нем. Ferdinand Held; 6 июня 1856 — 29 апреля 1925, Женева) — швейцарский музыкальный журналист, директор Женевской консерватории с 1892 года и до конца жизни.
Окончил Женевский университет (1872). Учился также игре на фортепиано и гармонии у Хуго де Зенгера. Работал в банке Crédit Lyonnais.
В 1884—1914 гг. музыкальный обозреватель газеты Journal de Genève; Леопольд Кеттен отмечал, что Хельд всегда следил за музыкальным движением эпохи: его репортажи с Байройтского фестиваля производили большое впечатление на читателей, важное значение имела его обзорная статья о музыке Романской Швейцарии (1896).
Возглавив в 1892 год Женевскую консерваторию, привлёк к преподаванию ряд заметных специалистов, в том числе Вилли Реберга, Бернхарда Ставенхагена, Жозе Виана да Мотту и Хосе Итурби (фортепиано), Эмиля Жака-Далькроза (сольфеджио), Феликса Бербера (скрипка).